# Ключевой Лог
Ключевой Лог (баш. Шишмәлеҡул) — деревня в Кунгаковском сельсовете Аскинского района Республики Башкортостан России.

## Население
| 2002 | 2009 | 2010 |
| ---- | ---- | ---- |
| 58   | ↘49  | ↘29  |

Согласно переписи 2002 года, преобладающая национальность — башкиры (100 %).

## Географическое положение
Расстояние до:
- районного центра (Аскино): 55 км,
- центра сельсовета (Кунгак): 5 км,
- ближайшей железнодорожной станции (Чернушка): 142 км.